# Thompson Point
Thompson Point är en udde i Antarktis. Den ligger i Östantarktis. Nya Zeeland gör anspråk på området.
Terrängen inåt land är platt åt nordost, men åt sydväst är den kuperad. Havet är nära Thompson Point åt nordost. Trakten är obefolkad. Det finns inga samhällen i närheten.